# Antoinette Eckert
Antoinette Eckert (* 13. März 1956 in Basel) ist eine Schweizer Politikerin (FDP).

## Biografie
Eckert machte nach der Schule eine Ausbildung als Telegrafistin in Bern und Biel/Bienne. Danach absolvierte sie berufsbegleitend eine KV-Lehre und arbeitete als Fernmeldesekretärin bei der Kreistelefondirektion PTT in Zürich. Aufgrund der beruflichen Tätigkeit ihres Mannes lebte sie von 1983 bis 1887 in Caracas, anschliessend bis 1992 in Barcelona. Ende 1992 kehrte sie mit ihrer Familie in die Schweiz zurück und lebt seither in Wettingen.
Seit 2009 ist Eckert Mitglied des Grossen Rats des Kantons Aargau. Zudem war sie von 2000 bis 2017 Gemeinderätin in Wettingen und vom 1. Januar 2014 bis zum 31. Dezember 2017 zudem Vizeammann, als Nachfolgerin von Heiner Studer. Sie ist Mitglied des Stiftungsrats des Kurtheaters Baden-Wettingen, der Kulturwegstiftung Baden-Wettingen-Neuenhof und Präsidentin der Eduard-Spörri-Stiftung Wettingen.